# Carmelita Pires
Carmelita Maria Barbosa Rodrigues Pires (Bissau, 16 de novembro de 1963), mais conhecida somente como Carmelita Pires, é uma política, jurista e advogada bissau-guineense.
Foi Ministra da Justiça em três governos e presidente do Partido Unido Social Democrático (PUSD), sendo, desde 2016, Presidente da Organização das Mulheres do Partido da Renovação Social (PRS).
É uma destacada ativista feminista, empenhada na luta pela igualdade de género na sociedade guineense.

## Biografia
Nascida na cidade de Bissau em 16 de novembro de 1963, tendo pai fula e português, e mãe de ascendência papel, bijagó e francesa.
Conhecida pelo diminutivo de "Ita", fez os estudos secundários no Liceu Nacional Kwame N'Krumah, em Bissau. Jovem contestatária, foi presa pela polícia durante o regime de Partido Único do PAIGC, tendo integrado os Lacarães, um dos mais famosos conjuntos musicais juvenis da época. Com 17 anos começou a trabalhar como professora da "Brigada Pedagógica" do PAIGC, primeiro na Escola Patrice Lumumba e depois no Liceu Nacional Kwame N'Krumah, contributo que lhe valeria a concessão de uma bolsa de estudos em Portugal. Concluiu a licenciatura em Direito, na Universidade de Coimbra, a 16 de janeiro de 1991. Nessa cidade foi eleita dirigente da Associação dos Estudantes Guineenses em Coimbra.
Entre 1993 a 2007, exerceu a profissão de advogada entre os tribunais da Guiné-Bissau e de Portugal. Em paralelo com estas atividades de jurista, exerceu várias funções públicas no seu país, tendo participado nos trabalhos de reforma legislativa promovidos no princípio da década de 1990, com a abertura ao multipartidarismo, bem como nos do "Grupo de Reflexão sobre o Processo de Adesão à União Económica e Monetária do Oeste Africano" antes e depois da adesão do país, em 1997.
Na sequência dos acontecimentos de 7 de junho de 1998, foi evacuada com a família da cidade de Bissau, no navio cargueiro português Ponta de Sagres. Em Portugal toma posição de oposição ao governo vigente, em artigos como "Ansumane Mané tem legitimidade, Nino Vieira Não" e "Carta Aberta à Organização das Nações Unidas sobre o conflito político e militar na Guiné-Bissau", publicados no jornal Público, em 1998. 
Sob os auspícios do Gabinete Integrado das Nações Unidas para a Consolidação da Paz na Guiné-Bissau (UNIOGBIS), faz parte da comissão chefiada pelo Bispo de Bissau, com vista à obtenção de uma base de diálogo entre o governo, os partidos da oposição e a sociedade civil. Continua a exercer advocacia na praça de Bissau, revelando-se muito crítica do sistema judicial.
Desiludida com a evolução política do país, após o assassinato do Brigadeiro Ansumane Mané, regressa a Portugal em outubro de 2002, e ingressa no curso de Mestrado em Ciências Jurídico-Políticas na Faculdade de Direito de Lisboa, defendendo como tese "Os direitos fundamentais na Guiné-Bissau: as normas e a realidade". Em Lisboa inicia a sua militância partidária, filiando-se no Partido Unido Social Democrata (PUSD), em 2003, a convite do seu presidente na altura, Francisco Fadul, e de Carlos "Pepito" Schwarz, presidente da Acção para o Desenvolvimento (AD).
Foi como destacada militante desse partido que entre abril de 2007 e janeiro de 2009, viria a ser Ministra da Justiça e responsável pelo Plano Operativo de Combate ao Narcotráfico, notabilizando-se pelas posições assumidas diante do Conselho de Ministros. À época o país era classificado como Narco Estado e conhecido como plataforma de tráfico entre a América do Sul e a Europa. Chegou a receber várias ameaças, inclusive de morte. Sua permanência na pasta também foi marcada pelas posições feministas e de igualdade de género, ao nomear mulheres para lugares de decisão, como foi o caso, entre outras, de Lucinda Barbosa, nomeada Diretora da Polícia Judiciária, a única polícia sob a alçada do Ministério da Justiça, a qual reorganizou por inteiro, conseguindo o ingresso de muitas mulheres por concurso público, para uma instituição até aí composta exclusivamente por homens. Foi convidada de honra do Presidente Lula da Silva, para a Conferência de Direitos Humanos realizada em dezembro de 2008 no Brasil. Foi depois nomeada Conselheira do Primeiro-Ministro para a Reforma da Defesa e Segurança, Combate ao Narcotráfico e Assuntos Jurídicos, tendo partido em julho de 2009 para Abuja, na Nigéria, a convite do Presidente da Comissão da Comunidade Económica dos Estados da África Ocidental (CEDEAO), para exercer as funções de Conselheira Especial para o Tráfico de Droga e o Crime Organizado, as quais exerceu durante mais de três anos.
Foi eleita Presidente do PUSD em outubro de 2013, tendo concorrido como cabeça de lista do partido ao cargo de Primeira-Ministra nas eleições legislativas do ano seguinte. Foi o único partido que apresentou 6 mulheres à cabeça das suas listas. Apesar de não ter conseguido entrar para o Parlamento, viria, devido ao seu prestígio, a ser convidada para ocupar a pasta da Justiça no governo da IX legislatura. Lança então a primeira pedra do Palácio de Justiça, cujo acordo de construção assinara com a China meia dúzia de anos antes. Volta igualmente a nomear uma mulher para liderar a Polícia Judiciária, Filomena Mendes Lopes, preparando uma reforma judiciária, incluindo a implementação de um sistema de avaliação dos magistrados. Todavia, a exoneração desse governo, passado pouco mais de um ano sobre a sua tomada de posse, impediu que tais esforços viessem a dar os seus frutos.
Demite-se da Presidência do PUSD em finais de novembro de 2016, denunciando ingerências de personalidades altamente colocadas na hierarquia do Estado na vida interna desse Partido. A convite do seu Secretário-Geral, aderiu no dia 21 de setembro de 2017 ao Partido da Renovação Social (PRS), segundo partido na configuração parlamentar da IX legislatura, com 41 deputados num total de 102, alegando o pragmatismo como principal razão.  No dia 1 de fevereiro de 2018 foi empossada como Secretária Nacional da Organização das Mulheres do PRS.